# Xyletinus parvus
Xyletinus parvus är en skalbaggsart som beskrevs av White 1977. Xyletinus parvus ingår i släktet Xyletinus och familjen trägnagare. Inga underarter finns listade i Catalogue of Life.